# Musicalização
A musicalização é o processo de construção do conhecimento musical, com objetivo de despertar o gosto pela música, introduzir a compreensão musical, percepção auditiva, sensorial, inteligência artística, sensibilidade e, socialização. Contribuindo para vivência artística por meio de brincadeiras, expressão corporal, histórias. Pois o lúdico funciona como elemento motivador para o desenvolvimento da expressão musical, em um processo cujos principais elementos são a imitação, a percepção e a criação.
As aulas iniciam sempre com atividades coletivas, de modo a proporcionar a socialização com experiências lúdicas prazerosas.  
Hoje, a neurociência comprova que atividades musicais integram experiências sensoriais, motoras, percepção e execução passando por diferentes processos emocionais, cognitivos aprimorando a memória e atenção.
Para SCAGNOLATO, 2006 a música não substitui o restante da educação, ela tem como função atingir o ser humano em sua totalidade. A educação tem como meta desenvolver em cada indivíduo toda a perfeição de que é capaz. Porém, sem a utilização da música não é possível atingir a esta meta, pois nenhuma outra atividade consegue levar o indivíduo a agir. A música atinge a motricidade e a sensorialidade por meio do ritmo e do som, e por meio da melodia, atinge a afetividade.
No Brasil, a religião/religiosidade tem um papel importante na iniciação musical. Verifica-se que a presença de práticas musicais nos ritos religiosos de diversas denominações propicia um ambiente acessível e estimulante às crianças e jovens. Num cenário em que haja dificuldade de acesso aos instrumentos musicais e às classes de música, as instituições religiosas oferecem condições tanto para a iniciação quanto ao desenvolvimento e motivação à prática musical, visto que a música é um componente culturalmente essencial para a manifestação religiosa, não exclusivamente, mas em especial a religião cristã (evangélica e católica)

## Métodos
É um processo de construção de conhecimento musical. É uma combinação do lúdico e música, onde os trabalhos com musicalização podem ser feitos com crianças a partir de 2 anos de idade. A musicalização na educação infantil necessita pautar-se no estudo intenso da personalidade da criança. O entendimento dos interesses, comportamento, prioridades e necessidades da criança conduzirá o professor e desse modo ele trará conhecimentos fundamentais para aplicar corretamente não somente nas metodologias de ensino, como também no uso dos materiais a serem utilizados (STATERI, 1935).  Faz parte da arte-educação ou de atividades recreativas a partir da pré-escola. Também pode ser ministrada em conservatórios como iniciação a cursos de instrumentos ou canto. Existem vários métodos consagrados de musicalização, cada um utilizando técnicas e recursos diferentes. Os mais conhecidos são:

### Método Orff
Desenvolvido pelo compositor alemão Carl Orff, o método Orff utiliza um instrumental especialmente desenvolvido para crianças, incluindo xilofones e metalofones pentatônicos e tambores de pequenas dimensões. O aluno é levado a construir sua própria noção de música através de exercícios rítmicos, melódicos e harmônicos em conjunto.

### Método Kodály
Criado pelo compositor húngaro Zoltán Kodály, é baseado no desenvolvimento da percepção rítmica e melódica através de exercícios que utilizam o canto e atividades corporais. Os aspectos mais conhecidos deste método são as sílabas rítmicas (o solfejo rítmico é feito utilizando uma sílaba diferente para cada duração) e o solfejo manual (a utilização de gestos com as mãos para representar os intervalos ou graus da escala musical). 

### Método Willems
O Método Willems é um dos mais importantes métodos de educação musical em todo o mundo. Nascido na Bélgica em 1890, o professor Edgard Willems produziu, em sua vida profissional, um rico material didático para o desenvolvimento do ouvido musical aplicado em diversos países. Descobrindo a interligação existente entre a música e o ser humano, ele relacionou o triplo aspecto do homem (fisiológico, afetivo e mental) com os elementos característicos da música (ritmo, a melodia e a harmonia).
Sua metodologia propõe uma educação musical ativa e criadora, seguindo as etapas do desenvolvimento psicológico da criança. Atualmente, o Método Willems é conhecido e reconhecido pela França, Suíça, Itália, Espanha, Noruega, Portugal, Brasil e países da América Latina, dentre outros. Graças ao trabalho desenvolvido pela educadora e musicista Carmem Mettig, Salvador é, hoje, o principal centro de divulgação do Método Willems no Brasil.

### Método Tobin
Criado pela educadora Candida Tobin, o método Tobin se baseia principalmente na utilização de estímulos visuais para criar associações com os estímulos sonoros. Cores e formas são utilizadas para fazer a criança perceber as relações de altura e duração. A notação musical é ensinada através de símbolos simplificados e os exercícios de canto utilizam sílabas rítmicas. O método utiliza animações e programas de computador para permitir que a musicalização seja feita por professores que não tenham proficiência em instrumentos musicais.